# KFF Fjarðabyggðar
Knattspyrnufélag Fjarðabyggðar, kurz KFF Fjarðabyggðar, war ein isländischer Fußballverein aus der ostisländischen Gemeinde Fjarðabyggð.

## Geschichte
KFF Fjarðabyggðar entstand 2001 aus einem Zusammenschluss von Íþróttafélagið Þróttur Neskaupstað, Ungmennafélagið Austri Eskifirði und Ungmennafélagið Valur Reyðarfirði. Die letzten beiden hatten bereits zuvor seit den 1990er Jahren eine Spielgemeinschaft gebildet, die als KVA zwischen 1998 und dem Wiederabstieg am Ende der Spielzeit 1999 zeitweise in der zweiten Liga gespielt hatte. Nach dem Abstieg der Spielgemeinschaft in die Viertklassigkeit waren die Kräfte der drei Klubs gebündelt worden.
KFF Fjarðabyggðar gewann 2001 seine Viertligastaffel, scheiterte aber in der ersten Runde der Aufstiegsspiele an KFS Vestmannaeyja. Im folgenden Jahr wiederholte der Klub den Staffelsieg, im Halbfinale der Aufstiegsrunde erwies sich Ungmennafélagið Fjölnir als zu stark. Erst 2004 erreichte die Mannschaft das Endspiel, das zwar gegen Huginn Seyðisfjörður nach Verlängerung verloren ging, der Erfolg genügte dennoch zum Aufstieg in die dritte Liga. Bereits zwei Jahre später gewann sie dort mit 14 Siegen aus 18 Saisonspielen vor UMF Njarðvík und Reynir Sandgerði die Drittligameisterschaft. Als Neuling erreichte der Klub in der Zweitliga-Spielzeit 2007 den fünften Tabellenrang, zwei Jahre später gelang ihnen als Vierter das bis dato beste Ergebnis der Vereinsgeschichte. Nach vier Jahren Zweitligazugehörigkeit stieg die Mannschaft jedoch am Ende der Saison 2010 mit einem Punkt Rückstand auf den von Aufsteiger ÍF Grótta belegten letzten Nicht-Abstiegsplatz wieder ab.
Zur Spielzeit 2015 kehrte KFF Fjarðabyggðar in die Zweitklassigkeit zurück, verpasste aber am Ende der folgenden Spielzeit erneut den Klassenerhalt und begleitete Mitabsteiger Huginn Seyðisfjörður in die dritte Liga. Hier belegte die Mannschaft vornehmlich Plätze in der zweiten Tabellenhälfte, ehe sie am Ende der Spielzeit 2021 als Schlusslicht in die Viertklassigkeit abstieg. Daraufhin schloss sich der Klub der ausgelagerten Fußballmannschaft von Leiknir Fáskrúðsfjörður an. Gemeinsam wurde der neue Klub Knattspyrnufélag Austfjarða gegründet, der das Drittligastartrecht von Leiknir übernahm.